# Ла Рамбла
Ла Рамбла (на испански: La Rambla) е населено място и община в Испания. Намира се в провинция Кордоба, в състава на автономната област Андалусия. Общината влиза в състава на района (комарка) Кампиния Сур. Заема площ от 137 km². Населението му е 7600 души (по преброяване от 2010 г.). Разстоянието до административния център на провинцията е 41 km.

## Демография
| 1996 | 1998 | 1999 | 2000 | 2001 | 2002 | 2003 | 2004 | 2005 | 2006 |
| ---- | ---- | ---- | ---- | ---- | ---- | ---- | ---- | ---- | ---- |
| 7199 | 7229 | 7266 | 7299 | 7330 | 7362 | 7389 | 7376 | 7415 | 7410 |